# Meneghino
Meneghino (in dialetto milanese Meneghin, Menichino, diminutivo del nome di persona Domenico - Menico, in milanese Menegh) è un personaggio del teatro milanese, ideato da Carlo Maria Maggi e divenuto in seguito maschera della commedia dell'arte. Prendendo il posto di Beltrame, è divenuto il simbolo popolaresco della città di Milano, tanto che il termine meneghino è normalmente utilizzato per identificare i cittadini milanesi e come aggettivo indica ciò che è più caratteristico della città e dei suoi abitanti.
Il personaggio di Meneghino fu in origine quello del servo spiritoso derivato dalla figura di Zanni, ma caratterizzato soprattutto da onestà, sincerità (simboleggiata anche dal fatto che, a differenza di molti personaggi della commedia dell'arte, egli non indossa una maschera) e un forte senso di giustizia. Nel corso dei secoli, Meneghino ha assunto diversi ruoli sul palcoscenico, tra cui quello del padrone, del contadino e del mercante.
Accompagnato dalla moglie Cecca nelle sfilate del Carnevale ambrosiano, Meneghino indossa di solito un cappello a tre punte sopra una parrucca nera col codino, una lunga giacca con un gilet fiorito giallo o altrimenti colorato sopra una camicia bianca, pantaloni corti al ginocchio e verdi, calze a righe bianche e rosse, e infine scarpe nere con fibbie.

## Origini

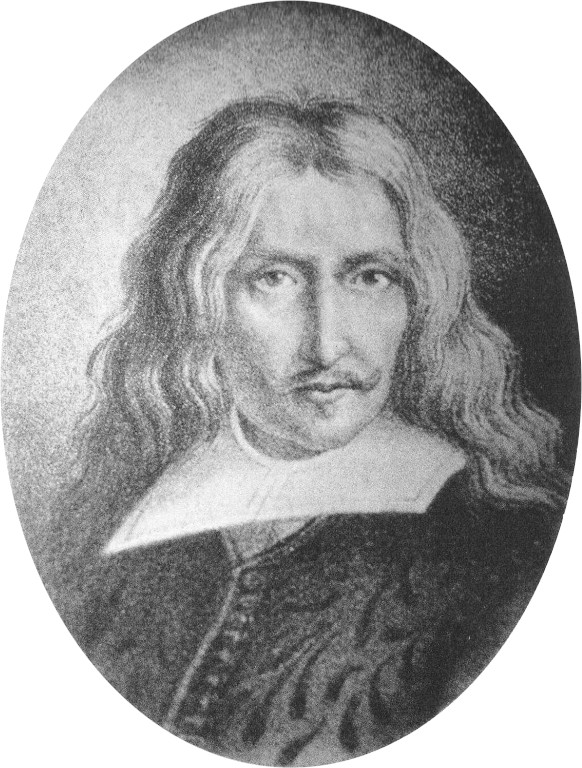
Carlo Maria Maggi

Contrariamente alle altre maschere della commedia dell'arte, nate da caratterizzazioni dovute a singoli attori, Meneghino si formò alla fine del XVII secolo all'interno di commedie scritte da Carlo Maria Maggi senza alcuna possibilità di improvvisazione da parte degli interpreti.
Fu incluso in quattro commedie scritte da Maggi in dialetto milanese: ne Il manco male (1695) compare solo nel prologo e in alcune scene slegate dall'azione principale; ne Il Barone di Birbanza (1696) è il servo sciocco di Polidoro, figlio di Polisema, ricca vedova, che vorrebbe il matrimonio di Polidoro con la Baronina, figlia del Barone di Birbanza, nobile in realtà spiantato; ne I consigli di Meneghino (1697) ha la parte del servo di Fabio e gli fornisce consigli su come sottrarsi a un matrimonio deciso dal padre; nella commedia Il falso filosofo (1698) ha una parte notevole come servo di Pomponio, vecchio ricco e malato, raggirato da Cleante, filosofo forestiero. Maggi scrisse anche Il Concorso de' Meneghini (1698-1699), incentrato sulla Abbazia dei poeti "meneghini", e alcuni intermezzi teatrali incentrati su Meneghino.
Grazie al successo di queste commedie, il personaggio, senza maschera e senza trucco, sostituì nelle rappresentazioni Beltrame da Gaggiano (Baltramm de Gagian), figura più rozza che rappresentava «un contadino goffo e incapace, che non sa mai trarsi d'impaccio».
(Giuseppe Ferrari)
Secondo alcune ipotesi il Maggi lo avrebbe derivato da Menghino, personaggio secondario de La Lena (1528) di Ludovico Ariosto oppure da Menego, contadino del Dialogo facetissimo (1528) del Ruzante; le caratteristiche di Meneghino sono però nettamente diverse. Altra ipotesi, ritenuta però non attendibile, è la derivazione dall'opera Menecmi di Plauto, che tra la fine del XV secolo e l'inizio del XVI secolo si trova tradotta in volgare come I Menechini anche in ambito milanese.

## Nome
Rivolgendosi al giudice ne Il falso filosofo (1698), si presenta come Meneghino Babbeo, figlio di Marchionne detto il Gengiva.
(Il falso filosofo, atto III, scena XIV)
Il nome Meneghino è diminutivo di Domenico (in milanese Domenegh o Menegh) come mostra il modo di rivolgersi a lui già nella prima commedia di Maggi.
(Pandora a Meneghino in Il manco male (1695), atto III, scena XII)
Secondo alcuni sarebbe da considerare come aggettivo sostantivato derivato dal latino dominicus con il significato di padronale, dominicale; ciò sarebbe dovuto all'uso diffuso tra il XVI secolo e il XVIII secolo da parte di alcuni "mezzi-signori" di avere un servitore solo per le domeniche o per particolari occasioni.

## Il personaggio dopo Maggi

### Domenico Balestrieri e lalingua meneghina

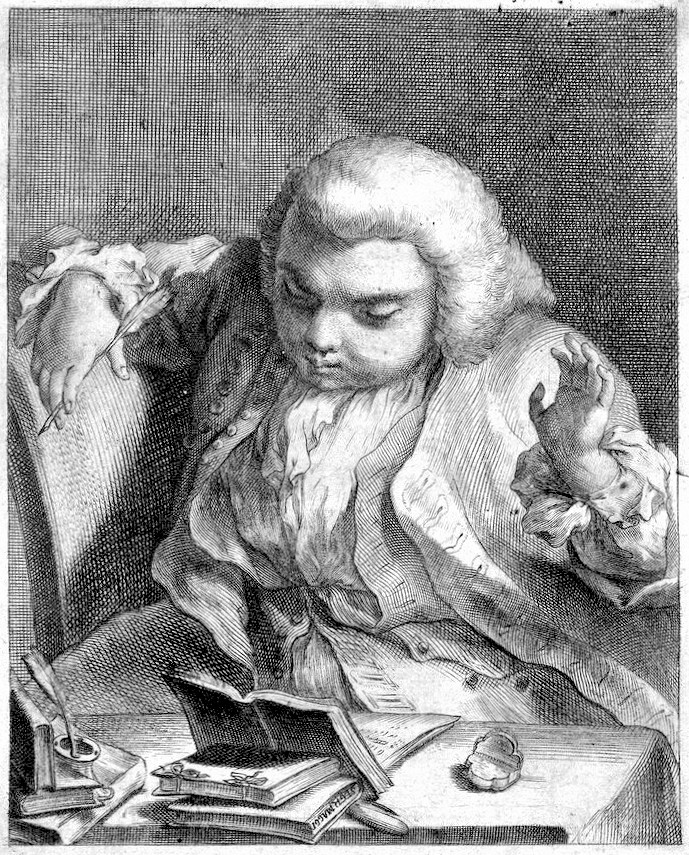
Domenico Balestrieri

All'inizio del Settecento dopo la morte del Maggi e con i cambiamenti dovuti alla nuova amministrazione austriaca, il personaggio sembrò sparire progressivamente. Domenico Balestrieri si indicò come Meneghin Balestreri in Lagrime in morte di un gatto (1741) e nelle sue Rimm Milaness (1744).
La notorietà di Meneghino tra i letterati alla metà del Settecento traspare da una disputa sull'uso del dialetto milanese in cui fu coinvolto lo stesso Balestrieri. L'8 settembre 1759 il padre Paolo Onofrio Branda pubblicò a Milano un dialogo Della lingua toscana in cui esaltava il toscano rispetto agli altri dialetti e in particolare il milanese. Diversi scrittori si ritennero offesi e in pochi mesi furono pubblicati ben 64 stampati a favore o contro le affermazioni del Branda; a seguito della degenerazione della contesa ci fu l'intervento del governo con il sequestro di alcune pubblicazioni e il divieto di ulteriori stampe. Alcuni di questi testi furono pubblicati in milanese da Balestrieri, da Carlo Antonio Oltolina e da altri autori non identificati che utilizzarono pseudonimi con il nome "Meneghin" (Meneghin Gambus, Meneghin Boltriga, Meneghin Sgraffigna, Meneghin Tandoeuggia).
Nei testi di replica Balestrieri riprese la «Badia di meneghitt» da Il Concorso de' Meneghini del Maggi, inserendovi il nuovo personaggio Sganzerlon, come caricatura del Branda. Egli in più punti indicò il milanese come lenguagg de Meneghin o lengua meneghina. Giuseppe Parini scrisse inoltre un sonetto, In morte di Domenico Balestrieri (1780), indicandolo come Meneghino e lodandone l'aver saputo fare sapiente uso del dialetto milanese.

### Carlo Porta

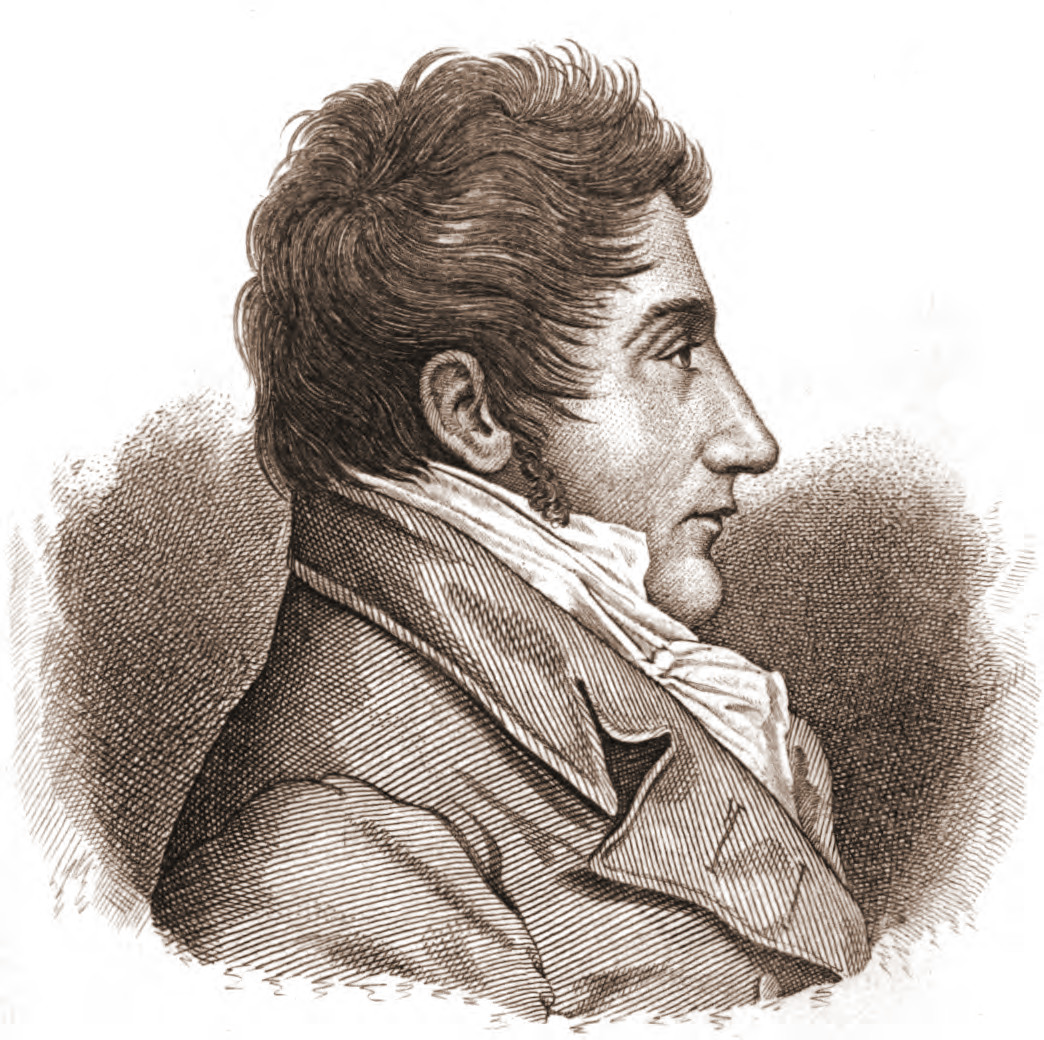
Carlo Porta

Pur essendo utilizzato anche da altri autori, fu Carlo Porta a rivitalizzare il personaggio di Meneghino, tanto da poter essere considerato come un secondo creatore. La sua prima pubblicazione fu El lava piatt del Meneghin ch' è mort (1792), in cui si presentava come il lavapiatti del defunto Meneghino, con riferimento al Balestrieri. Successivamente scrisse Meneghin biroeu di ex monegh, Brindes de Meneghin all'ostaria e Meneghin Tandoeuggia a don Rocch Tajana. Anche le caratteristiche di Giovannin Bongee con le sue disgrazie e di Marchionn con il suo lamento sono assimilate a quelle di Meneghino (Marchionn era anche il nome del padre secondo il Maggi).
I cambiamenti della società portarono però a diversità tra Maggi e Porta nel modo di porsi nei confronti della nobiltà: il primo, pur nella derisione di alcuni aspetti, aveva dei riguardi verso le figure nobili come donna Quinzia, il secondo invece «è senza pietà». Porta inoltre attribuì al personaggio un linguaggio brillante e un'arguzia ricca di amarezza.
Carlo Porta fu anche marginalmente coinvolto in una delle rappresentazioni teatrali con Meneghino. Nel 1818 Angelo Petracchi tradusse dal francese la commedia I capi sventati di François Andrieux; volendo inserire però la maschera milanese al posto del servitore Deschamps, chiese al Porta di rivedere la traduzione in dialetto delle battute. La commedia fu rappresentata al Teatro alla Scala il 26 luglio 1818 come Il supposto morto, con Meneghino servo spiritoso in Parigi e la parte del servitore venne interpretata da Gaetano Piomarta, ma lo spettacolo non ebbe successo.

### Il teatro

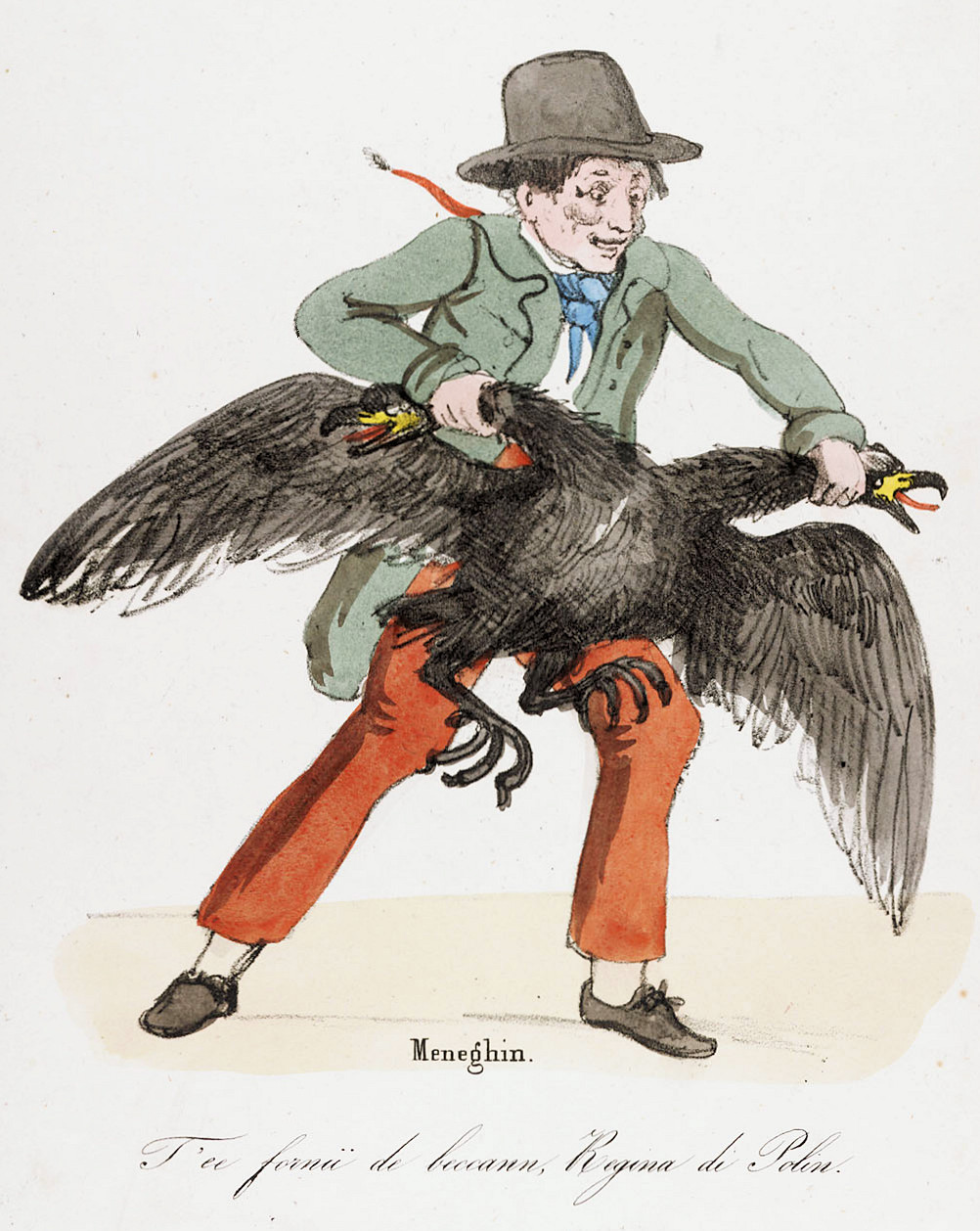
Stampa satirica dopo le Cinque giornate di Milano: Meneghino tira i colli all'Aquila bicipite asburgica esclamando: "Hai finito di beccarmi, regina del pollaio"

All'inizio dell'Ottocento il personaggio a teatro era noto come Meneghin Pecenna, Meneghino Pettina cioè parrucchiere, affiancato dalla moglie Cecca di Birlinghitt, che rappresentava il prototipo della donna tutta fronzoli e cerimonie (Cecca è diminutivo dialettale di Francesca, mentre i berlinghitt erano nastri e ornamenti di scarso valore utilizzati nell'abbigliamento femminile).
Prima ebbe notevole successo l'interpretazione di Gaetano Piomarta, poi ci fu la trasformazione realizzata da Giuseppe Moncalvo (1781-1859) che creò una vera maschera della commedia dell'arte. Il Moncalvo inserì il Meneghino in ogni tipo di commedia, diede vita a improvvisazioni su temi del giorno, dando al personaggio una connotazione patriottica in particolare nel 1848.
Dopo il Moncalvo ne fu interprete Luigi Preda, seguito da pochi altri; il personaggio scomparve progressivamente dalle scene teatrali e rimase solo nel teatro delle marionette e dei burattini.
Ad oggi infatti la Maschera di Meneghino esiste a Milano soltanto con i Burattini Aldrighi, unica compagnia a portare avanti la tradizione, iniziata nei due secoli precedenti, dal Lampugnani, Minutoli e Tenca.

## Carnevale

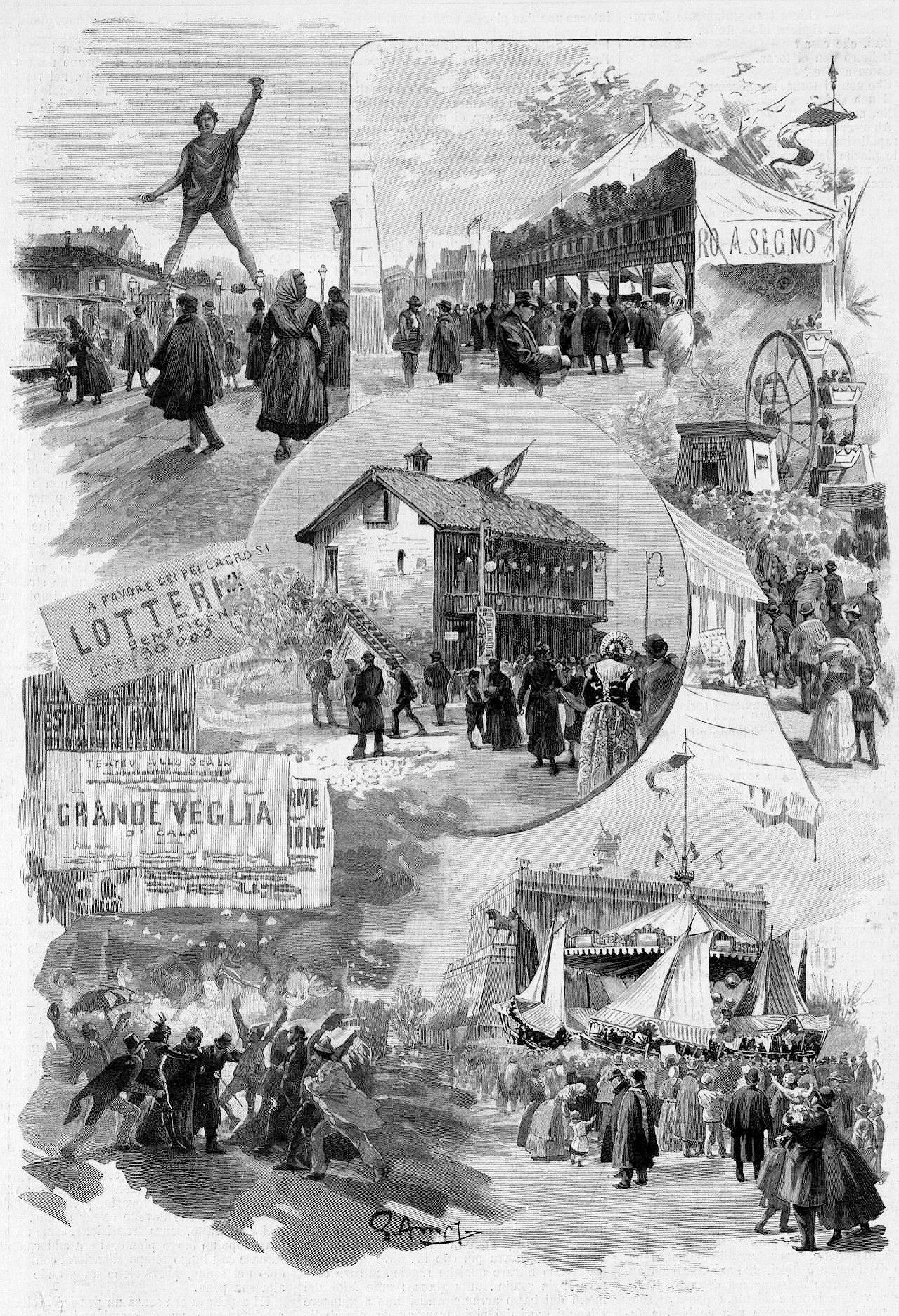
La casa del Meneghino e la fiera di Porta Genova nel 1890

Nel carnevale ambrosiano è accompagnato dalla moglie Cecca; nella seconda metà dell'Ottocento insieme erano a capo del corteo che dava inizio alla festa.
(Carnevale 1878)
I due personaggi inauguravano anche la Fiera di Porta Genova per il carnevale e nel 1890 fu creata una "casa di Meneghino" come punto di partenza del corteo.
Successivamente la mascherata di Meneghino e Cecca fu promossa dall'associazione Famiglia Meneghina, fondata nel 1924; dopo la Seconda guerra mondiale la tradizione fu riproposta dal Circolo Ambrosiano Meneghin e Cecca dal 1948. A partire dalla metà degli anni Cinquanta venne instaurata l'usanza di una visita del Re e della Regina del Carnevale alle autorità cittadine e in particolare al sindaco, in alcuni casi con la consegna simbolica delle chiavi della città; dal 2018 quest'usanza è stata eliminata.

### Costume
Agli inizi del Novecento Luigi Rasi descrisse il costume come simile a quello della maschera piemontese Gianduja, basato su quello dei paesani dei primi del Settecento. Meneghino non porta una maschera; in testa ha un parrucchino scuro con codino e il cappello nero di feltro, orlato di rosso, a tre punte. Indossa una giacca di color verde scuro, inquartata, con fodera, orlatura e bottoni rossi; il panciotto è a fiori, anch'esso orlato in rosso. Porta calzoni corti scuri; ha calze a righe rosse e scarpe basse nere con fibbia. Altra versione, meno nota, comprende una veste di tessuto bianco a maglia, lunghe calze verdi, una cintura e scarponi di cuoio.

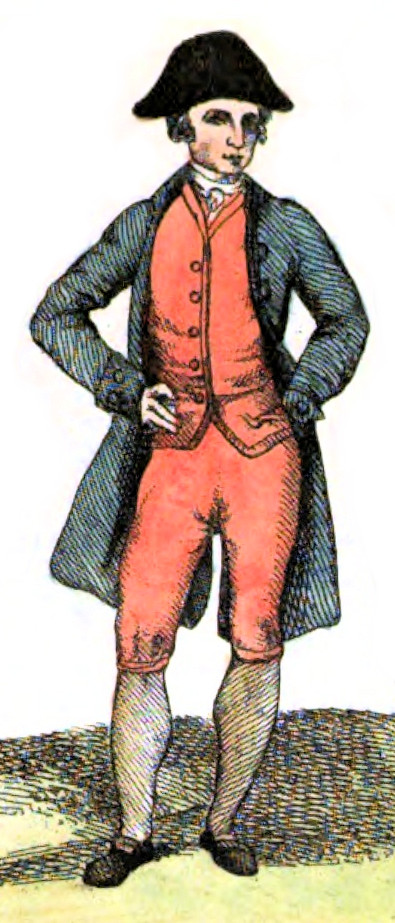
Costume di Meneghino, 1832
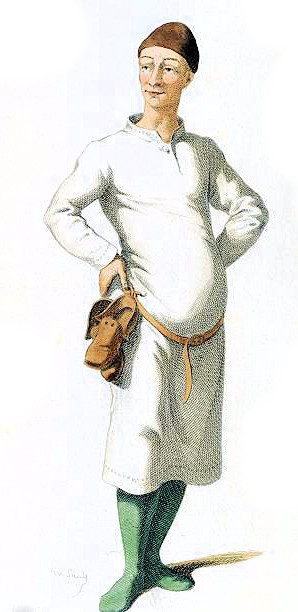
Variante al costume di Meneghino, 1860
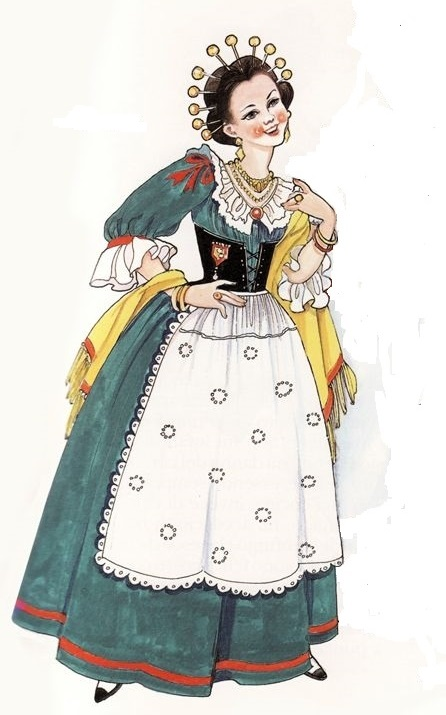
Costume di Cecca (XIX secolo)
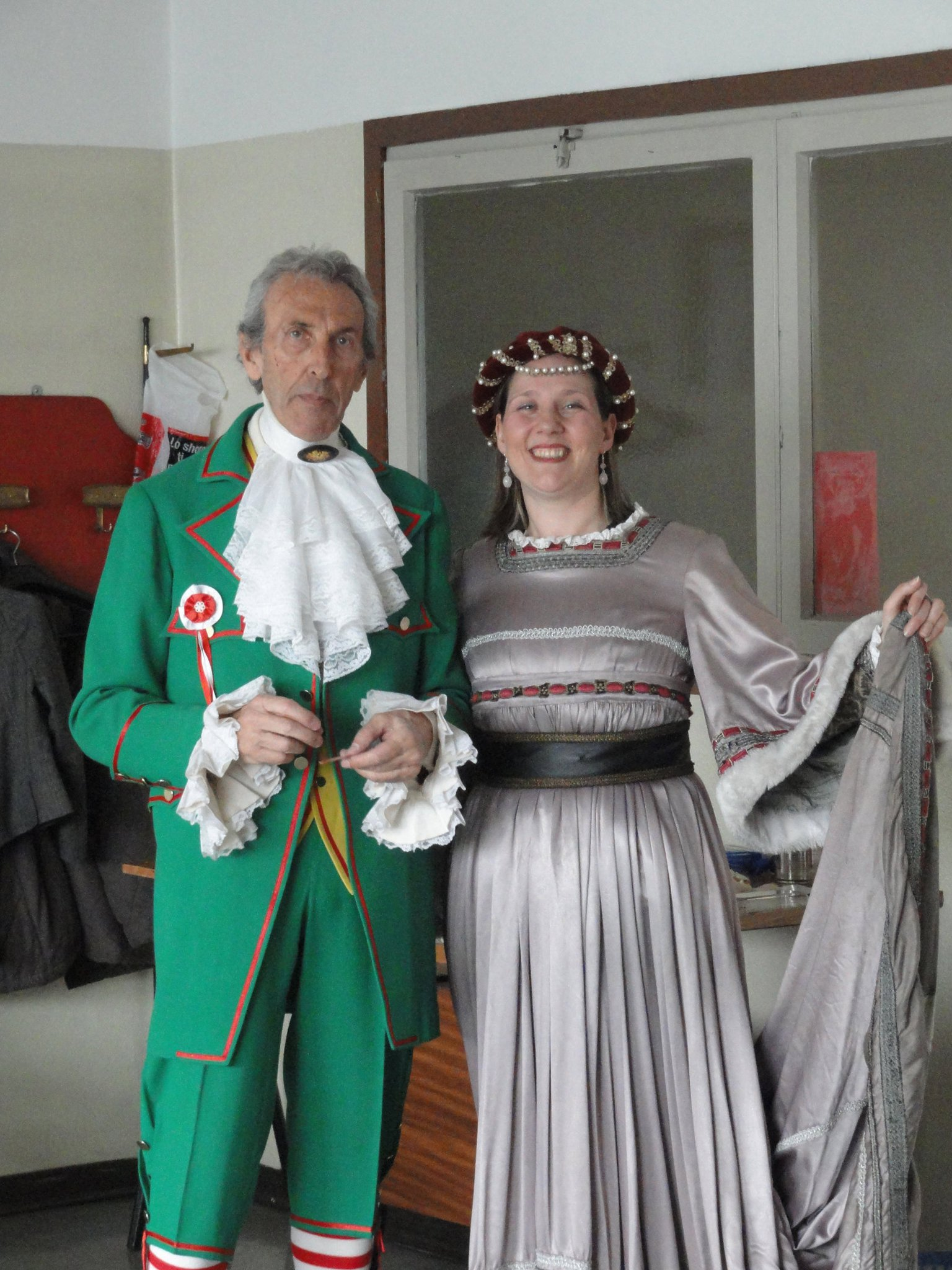
Meneghino e Cecca al carnevale ambrosiano del 2011
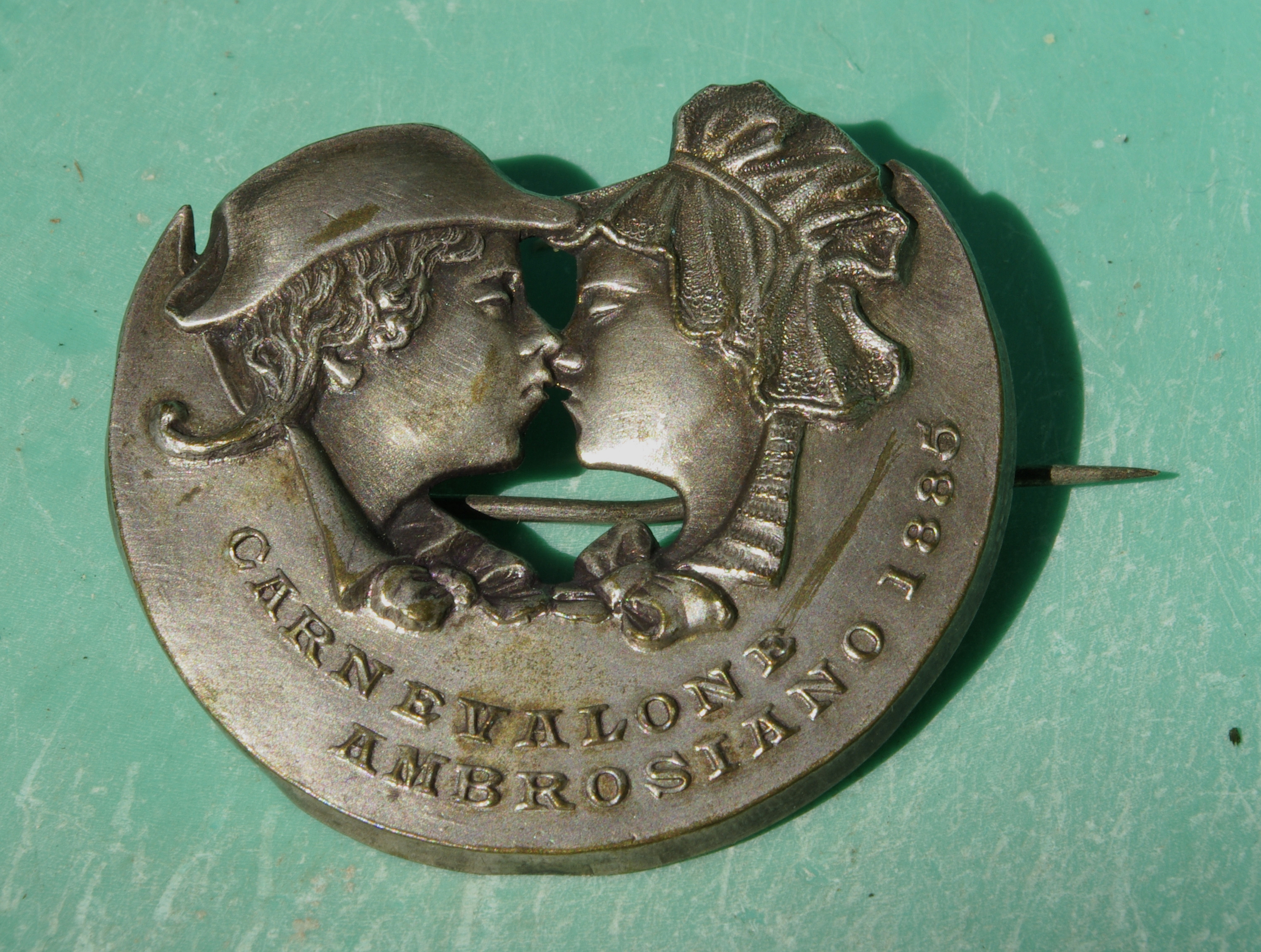
Spilla di latta, con i ritratti di Meneghino e Cecca per il Carnevalone 1885

## Riferimenti
Nel 2006 il nuovo modello di elettrotreno della metropolitana di Milano fu chiamato Meneghino; l'acronimo MNG (Metropolitana di Nuova Generazione) fu infatti adattato come MeNeGhino a formare il nome del personaggio milanese.